# Hoạt hình chịu ảnh hưởng từ anime

Các nhân vật chính của Teen Titans (2003–2006).

Hoạt hình chịu ảnh hưởng từ anime hoặc anime Mỹ đề cập đến các tác phẩm phim hoạt hình không phải của Nhật Bản mà có phong cách tương tự hoặc được truyền cảm hứng từ anime. Thông thường, thuật ngữ anime đề cập đến phong cách hoạt hình bắt nguồn từ Nhật Bản. Khi anime Nhật Bản ngày càng trở nên phổ biến, các xưởng phim hoạt hình phương Tây bắt đầu bổ sung thêm một số những cách điệu hóa thị giác đặc trưng trong anime như biểu cảm khuôn mặt cường điệu và các phiên bản nhân vật siêu biến dạng.
Mặc dù bên ngoài Nhật Bản, anime được sử dụng để chỉ tính đặc trưng riêng biệt của hoạt hình Nhật Bản, hoặc như một phong cách hoạt hình phổ biến tại Nhật Bản mà thường được miêu tả bởi đồ họa tràn đầy màu sắc, các nhân vật sống động và những chủ đề tuyệt vời, một tranh luận rằng liệu cách tiếp cận trừu tượng về mặt văn hóa đối với ý nghĩa của từ này có thể mở ra khả năng anime được sản xuất ở các quốc gia bên ngoài Nhật Bản. Trong khi một số người phương Tây đã nghiêm túc coi anime như là một sản phẩm hoạt hình đến từ Nhật Bản, một số học giả đề nghị định nghĩa anime như là nét đặc trưng hoặc sự tinh hoa Nhật Bản mà có thể liên quan đến một hình thái mới của Đông phương luận.

## Khu vực

### Hoa Kỳ

Các nhân vật trong The Batman (2004–2008).

Một trong những nỗ lực được ghi nhận đầu tiên từ các công ty Hoa Kỳ khi làm anime là The King Kong Show vào cuối thập 1960 và đầu thập niên 1970. Phim hoạt hình này là kết quả của một sự hợp tác giữa Toei Animation từ Nhật Bản và Videocraft từ Hoa Kỳ. Kết quả là một phim hoạt hình với phong cách thị giác giống anime và một chủ đề về kaiju Nhật Bản, được kết hợp chặt chẽ phong cách hoạt họa phương Tây của thời kỳ Hanna-Barbera trong hoạt hình truyền hình Hoa Kỳ. Một ví dụ khác của hợp tác Nhật Bản-Hoa Kỳ có lẽ là Johnny Cypher in Dimension Zero.
Toei Animation tiếp tục kiểu hợp tác này trong loạt phim truyền hình The Transformers phát hành vào thập niên 1980. Mặc dù bộ phim hoạt hình này thực sự được chế tác bởi Toei Animation, loạt phim lại được sản xuất và dành cho người Mỹ. The Transformers đã thực sự trình chiếu nhiều yếu tố và những ảnh hưởng của anime bao gồm câu chuyện, chủ đề và phong cách hoàn toàn giống với anime mecha. Một ví dụ khác là Voltron, một loạt phim mecha Hoa Kỳ sử dụng lại hoạt họa từ nhiều anime Nhật Bản của Toei Animation đã phát hành trước đó, Voltron được sáng tạo thành một câu chuyện mới bởi các nhà biên kịch người Mỹ.
Xu hướng này tiếp tục trong suốt thập niên 1980 với các bộ phim hoạt hình như Dungeons & Dragons được đồng sản xuất bởi Toei Animation. Hơn nữa, trong thập niên 1990, nhiều chương trình của Hoa Kỳ bắt đầu tiến hành thuê ngoài các họa sĩ diễn hoạt người Nhật, đáng chú ý nhất là TMS Entertainment với các loạt phim truyền hình phổ biến được hoạt họa như X-Men, Teenage Mutant Ninja Turtles, ThunderCats, Tiny Toon Adventures, DuckTales, Chip 'n Dale: Rescue Rangers, TaleSpin, Darkwing Duck, Animaniacs và Spider-Man, hầu hết đều không giống với phim hoạt hình Nhật Bản.
Trong thập niên 1990, một số phim hoạt hình Hoa Kỳ bắt đầu phản chiếu sự ảnh hưởng mạnh mẽ từ anime mà không hề có bất kỳ một họa sĩ người Nhật nào trực tiếp liên quan đến dự án. Một ví dụ của trường hợp này có thể được nhìn thấy trong các bộ phim của Cartoon Network (như The Powerpuff Girls và Dexter's Laboratory) hoặc bộ phim Kim khả thi của Disney Channel.
Một số ví dụ đáng chú ý khác của các chương trình bị anime ảnh hưởng là Batman: The Animated Series khi thực sự được thuê ngoài một phần từ các họa sĩ người Nhật; Gargoyles và nhiều phim gần đây như Teen Titans, The Batman. Batman Beyond đã trình chiếu một số đặc trưng của anime, đặc biệt một số quá trình sản xuất của phim đã được gia công thuê ngoài tại Nhật Bản. Sự mở rộng cách điệu hóa anime Nhật Bản trong hoạt hình phương Tây đặt ra câu hỏi về ý nghĩa đã được thiết lập trước đó của "anime".  Sản phẩm The Animatrix bắt đầu được chị em nhà Wachowskis được hình thành khi đến thăm một số tác giả của những anime điện ảnh có ảnh hưởng mạnh mẽ đến phim của họ và quyết định cùng hợp tác hợp xuất.
Avatar: The Last Airbender và phần hậu truyện The Legend of Korra là những ví dụ khác về anime phương Tây bị ảnh hưởng nặng nề từ anime Nhật Bản; bắt đầu xuất hiện thảo luận giữa những người hâm mộ và người xem về định nghĩa anime là gì, cũng như một bộ phim hoạt hình không phải của Nhật Bản có được gọi là một anime hay không. Tác giả của Avatar: The Last Airbender là Bryan Konietzko và Michael Dante DiMartino đã xác nhận chịu một ảnh hưởng đặc biệt từ anime Nhật Bản trong một bài phỏng vấn tạp chí; đó là "Miyazaki Hayao" với Sen và Chihiro ở thế giới thần bí và Mononoke Hime cũng như Tonari no Totoro. Các xưởng phim khác cũng lấy cảm hứng từ Studio 4°C, Production I.G, Polygon Pictures và Studio Ghibli.
Sự tương đồng mạnh mẽ có thể được nhìn thấy trong một tái khởi động nhượng quyền của Voltron là Voltron: Legendary Defender, phim được sản xuất hoàn toàn bởi các họa sĩ người Mỹ. Lauren Montgomery và Joaquim Dos Santos là hai tác giả của Avatar: The Last Airbender và phần hậu truyện The Legend of Korra, đã đóng vai trò là nhà sản xuất phim truyền hình trong khi thành viên đoàn làm phim Tim Hedrick đảm nhận nhà biên kịch chính. Hoạt hình chịu ảnh hưởng từ anime bắt đầu được định nghĩa như "anime", trong một nỗ lực nhằm phân loại tất cả các tác phẩm phong cách anime Nhật Bản mà không có nguồn gốc từ Nhật Bản.
Loạt phim RWBY phát hành trên website do công ty Rooster Teeth có trụ sở tại Texas sản xuất theo phong cách nghệ thuật anime và được miêu tả là 'anime' theo nhiều nguồn. Ví dụ trong tiêu đề ở một trong các bài báo của Adweek đã miêu tả loạt phim là "anime làm bởi người Mỹ", trong tiêu đề khác của HuffPost đã miêu tả loạt phim đơn giản là 'anime' mà không đề cập đến nguồn gốc quốc gia của loạt phim. Năm 2013, tác giả của RWBY là Monty Oum nói 'một số người chỉ tin rằng thứ giống Scotland cần được làm tại Scotland, một công ty Mỹ không thể làm anime. Tôi nghĩ rằng đó là một cách hẹp hòi để nhìn nó. Anime là một hình thức nghệ thuật, việc nói rằng chỉ duy nhất một quốc gia có thể làm được nghệ thuật này là sai lầm'. RWBY đã được phát hành tại Nhật Bản với một phiên bản lồng tiếng Nhật, tổng giám đốc điều hành công ty Rooster Teeth là Matt Hullum bình luận 'đây là lần đầu tiên bất kỳ anime làm bởi người Mỹ được bán ra tại Nhật Bản. Nó chắc chắn thường thực hiện theo cách thức khác xung quanh, chúng tôi thực sự hài lòng về điều đó'.
Netflix đã sản xuất nhiều anime truyền hình khi hợp tác với các xưởng phim hoạt hình Nhật Bản, do đó đang đưa ra một kênh phân phối nhiều tiếp cận hơn cho thị trường phương Tây.
Định nghĩa anime như phong cách đã gây ra tranh luận giữa những người hâm mộ; Oppliger John cho rằng "việc nhấn mạnh tham chiếu đến nghệ thuật gốc Hoa Kỳ giống như 'anime' hoặc 'manga' Nhật Bản cướp đi những tác phẩm mang bản sắc văn hóa của nó". Mặt khác, các phim hoạt hình như Avatar: The Last Airbender và phần hậu truyện The Legend of Korra, hoặc Voltron: Legendary Defender đã mở ra nhiều tranh luận rằng liệu có nên được gọi những tác phẩm này là anime hay không, và nếu theo cách tiếp cận trừu tượng về mặt văn hóa đối với ý nghĩa của từ anime thì có thể mở ra khả năng anime được sản xuất ở các quốc gia bên ngoài Nhật Bản. Trong khi một số người phương Tây đã nghiêm túc coi anime như là một sản phẩm hoạt hình đến từ Nhật Bản, một số học giả đề nghị định nghĩa anime như là nét đặc trưng hoặc sự tinh hoa Nhật Bản mà có thể liên quan đến một hình thái mới của Đông phương luận; với một số người hâm mộ và các nhà phê bình cho rằng thuật ngữ này nên được định nghĩa như "phong cách" hơn là trong vai trò một sản phẩm quốc gia, mở ra khả năng anime được sản xuất ở các các quốc gia bên ngoài Nhật Bản.
Anime Nhật Bản cũng có một ảnh hưởng đến các phim hoạt hình của Disney, Pixar và DreamWorks. Họa sĩ diễn hoạt Glen Keane thực hiện các phim hoạt hình thành công của Disney như Nàng tiên cá, Người đẹp và quái vật, Aladdin và Người đẹp tóc mây, ông đã ghi nhận Miyazaki Hayao như một "ảnh hưởng lớn" trong Nhân viên cứu hộ II. Đạo diễn Pete Docter của bộ phim Vút bay và Công ty Quái vật cũng là nhà sáng tạo các phim Pixar khác đã miêu tả anime, đặc biệt là Miyazaki Hayao như một ảnh hưởng với những bộ phim của Pete Docter. Chris Sanders và Dean DeBlois đã miêu tả những chủ đề về hòa bình và máy bay của Miyazaki Hayao như một nguồn cảm hứng để sáng tạo phim Bí kíp luyện rồng.

### Châu Âu
Thập niên 1980, xuất hiện các phim hợp tác Nhật Bản-châu Âu như Ulysses 31, Taiyō no Ko Esuteban, Wanwan Sanjuushi, Meitantei Holmes.
Loạt phim Winx Club của Ý là một trong những chương trình thành công và phổ biến nhất từ châu Âu, sử dụng khái niệm mahō shōjo cho tuyến nhân vật chính, bao gồm cả quá trình biến đổi của mỗi nhân vật.
Một loạt phim khác về mahō shōjo được hợp tác sản xuất Hoa Kỳ-Pháp là W.I.T.C.H., được ghi nhận như một phong cách thị giác bị anime ảnh hưởng. Đạo diễn Gordon-Bates trong mùa phim đầu tiên đã trích dẫn anime Shin Seiki Evangelion như một cảm hứng về tạo hình. Loạt phim hoạt hình dựa trên truyện tranh cùng tên của Ý được vẽ theo phong cách manga, được Disney phát hành và hợp tác sản xuất trái ngược với phong cách tròn trịa truyền thống. Một ví dụ khác về hoạt hình chịu ảnh hưởng từ anime có thể được nhìn thấy trong Wakfu, một hoạt hình flash dựa trên video game cùng tên.
Phim hoạt hình Mật mã Lyoko của Pháp là một trong những phim hoạt hình chịu ảnh hưởng từ anime thành công nhất của châu Âu, được thừa nhận trong tài liệu giới thiệu bộ phim từ nhà sản xuất: "bị ảnh hưởng bởi tính thi vị và tác động thị giác của hoạt hình Nhật Bản, loạt phim đưa ra một vũ trụ đồ họa nguyên tác đặc trưng và mạnh mẽ".
Ōban Star-Racers được biết đến như một trong những hoạt hình chịu ảnh hưởng từ anime mạnh mẽ nhất. Trong khi phần lớn các giám đốc sáng tạo và nhà biên kịch là người Pháp, nhóm sản xuất đã chuyển đến Tokyo để hợp tác sản xuất với nhóm làm phim người Nhật.

### Khu vực khác
Năm 2007, phim hoạt hình ngắn phong cách anime của Canada là Flutter trở thành bộ phim đầu tiên không phải của châu Á chiến thắng tại Giải Anime Tokyo. Một phim hoạt hình vẽ tay phong cách anime của Pakistan là The Glassworker hiện đang sản xuất, do Usman Riaz đạo diễn, một trailer được giới thiệu vào tháng 2 năm 2016. Từ thập niên 2000 tại Brasil đã có nhiều dự án hoạt hình độc lập lấy cảm hứng từ anime. Các dự án được chuyển thể từ truyện tranh theo phong cách manga như Holy Avenger và Monica Teen nhưng đã bị hủy bỏ sau một khoảng thời gian. Tháng 5 năm 2006, Nickelodeon phát hành loạt phim Os Under-Undergrounds.
Một bộ phim truyền hình hợp tác sản xuất giữa Philippines-U.A.E là Torkaizer, được lồng tiếng như 'anime đầu tiên của Trung Đông', hiện đang trong quá trình sản xuất và tìm kiếm nguồn tài trợ. Phim truyền hình hợp tác Philippines-Nhật Bản (TV Asahi thiết kế nhân vật và giám sát, Synergy88 viết kịch bản và chế tác) là Barangay 143 được coi như 'anime đầu tiên của Philippines' nhằm hướng đến thị trường Philippines.